# Fast & Furious 9: Huyền thoại tốc độ
Fast & Furious 9: Huyền Thoại Tốc Độ (tên gốc tiếng Anh: F9: The Fast Saga hoặc Fast & Furious 9) là một bộ phim hành động năm 2021 của Mỹ do Lâm Nghệ Bân đạo diễn và Daniel Casey viết kịch bản. Phần tiếp theo của The Fate of the Furious 2017, đây là phần thứ chín của mạch truyện chính trong loạt phim The Fast Saga và bộ phim dài thứ mười được phát hành tổng thể. Bộ phim có sự tham gia của Vin Diesel, John Cena, Michelle Rodriguez, Tyrese Gibson, Chris "Ludacris" Bridges, Jordana Brewster, Nathalie Emmanuel, Sung Kang, Helen Mirren và Charlize Theron. Trong phim, Dominic "Dom" Toretto (Vin Diesel) và gia đình của anh phải đối mặt với một kẻ thù nguy hiểm mới tên Jakob (John Cena), em trai của Dom, cũng như mối đe dọa cũ của họ là Cipher (Charlize Theron).
Ban đầu, Fast & Furious 9: Huyền thoại tốc độ dự kiến công chiếu trên toàn cầu vào tháng 4 năm 2019, nhưng sau đó đã bị dời lịch chiếu nhiều lần, đầu tiên để tránh trùng Hobbs & Shaw (2019) và No Time to Die (2021), sau đó là do Đại dịch COVID-19. Lịch chiếu chính thức của phim tại Đài Loan và Hàn Quốc là ngày 19 tháng 5 năm 2021, tại Việt Nam là ngày 28 tháng 5 năm 2021, và tại Mỹ là ngày 25 tháng 6 năm 2021.
Phần tiếp nối là Fast X dự kiến công chiếu tại các rạp vào ngày 19 tháng 5 năm 2023.

## Nội dung
Năm 1989, Jack Toretto - bố của 3 anh em Dom, Jakob và Mia - tham gia chặng đua cuối cùng của mùa giải, cùng 2 con trai của ông trong đội bảo trì. Tại khu kỹ thuật, trong khi Jakob sửa xe cho bố, Dom lại tranh cãi với tay đua đối thủ Kenny Linder, cho rằng hắn đang chơi bẩn. Trở lại cuộc đua, xe của Linder đã tông vào bộ hãm xung của Jack, khiến chiếc xe bốc cháy và ông đã tử nạn. Một tuần sau cuộc đua, Linder tìm đến nhà Toretto với lý do thể hiện sự tôn trọng với Jack, dù thực tế là hắn muốn trêu ngươi 2 đứa con của Jack. Dom đã đánh hắn đến thập tử nhất sinh và phải vào tù. Trong khi chấp hành bản án, anh nhớ lại Jakob đã sửa xe cho bố vào ngày ông chết và cho rằng sự sơ ý của em trai đã hại chết bố. Khi được thả, Dom tìm gặp Jakob, lúc này đã là tay đua đường phố khét tiếng. 2 anh em kéo nhau vào một cuộc đua, với cái giá là người thua sẽ phải rời khỏi quê nhà mãi mãi. Cuộc đua kết thúc với phần thắng thuộc về Dom, và Jakob đã bỏ đi biệt xứ ngay sau cuộc đua, cắt liên lạc với tất cả mọi người, chỉ giữ liên lạc với em gái út Mia.
Năm 2019, hai năm sau cuộc đối đầu chống lại Cipher, Dom đã "rửa tay gác kiếm", lui về vùng quê sống cùng vợ - Letty Ortiz và cậu con trai Brian. Roman Pearce, Tej Parker và Ramsey đến nơi với tin tức: ngay sau khi bắt giữ Cipher, một nhóm đặc vụ xấu xa đã tấn công máy bay của Mr. Nobody và bắt cóc Cipher, còn chiếc máy bay bị rơi ở Montequinto, Nam Mỹ. Trong khi Letty đồng ý tham gia vì cô không thích cuộc sống yên bình, Dom ban đầu lại lưỡng lự, không muốn tham gia. Nhưng rồi anh lại đổi ý sau khi nhận ra Jakob có liên quan đến vụ việc trên.
Tìm kiếm trong xác máy bay, cả nhóm tìm thấy một phần của thiết bị có tên Dự án Aries, có thể xâm nhập vào bất kỳ hệ thống điều khiển bằng máy tính nào. Sau đó cả nhóm bị tấn công bởi một đội quân tư nhân hòng lấy cắp Aries, và Dom nhận ra Jakob đang chỉ huy cuộc tấn công. Michael Stasiak giúp nhóm của Dom trốn thoát đến nhà an toàn của họ. Mia cũng tìm đến để giúp cả đội, đồng thời trách Dom đã không gọi cô, vì dù thế nào thì cô với Dom và Jakob cũng là máu mủ ruột thịt. Mia cũng trấn an Dom khi cho anh biết rằng con trai anh đang được Brian O'Conner chăm sóc. Cả nhóm cũng biết rằng Han Lue thực chất vẫn chưa chết và có liên quan đến Aries, và Letty cùng Mia phải tới Tokyo để tìm Han.
Trong khi đó, Jakob đến gặp Otto, kẻ đang tài trợ cho Jakob để đánh cắp Aries và cũng là kẻ đã bắt cóc Cipher. Ả nói với Jakob rằng nửa còn lại của Dự án Aries đang ở Edinburgh. Về phần Dom, anh tìm gặp lại thợ máy cũ của bố mình, Buddy, cũng người đã nuôi nấng Jakob khi Jack qua đời và Dom đang ở trong tù, và biết rằng Jakob đang ở London. Tại Tokyo, Letty và Mia tìm thấy Han vẫn còn sống, cùng với người mà anh ta trông nom, Elle. Tej và Roman đến Đức để tuyển dụng Sean Boswell, Twinkie và Earl Hu, những người đang thiết kế một chiếc "xe tên lửa". Tại London, Dom gặp bà Magdalene "Queenie", mẹ của Deckard và Owen Shaw. Theo chỉ dẫn của bà ta, Dom đến sào huyệt của Otto và đòi gặp Jakob để ba mặt một lời với em trai về cái chết của bố và những việc Jakob đang làm. Nhưng chưa kịp làm gì thì Dom bị Interpol bắt đi. Nhưng trên xe áp giải lại là Leysa, một người bạn cũ của Dom, cùng hội chị em bạn dì của cô. Leysa không những giải phóng cho Dom, mà còn cho anh khẩu súng có dấu vân tay của Jakob, để Dom cùng cả đội có thể lần theo dấu vết sinh trắc học của hắn.
Tej, Roman và Ramsey đi cùng Dom đến Edinburgh, nơi Jakob đang sử dụng một nam châm điện để đánh cắp nửa còn lại của thiết bị Dự án Aries. Tej và Roman tìm thấy chiếc xe tải chứa nam châm điện, khi họ chiến đấu với thuộc hạ của Otto, Ramsey lái chiếc xe tải đuổi theo Otto. Dom ngăn chặn Jakob và cả hai chiến đấu khắp thành phố. Trước khi Otto có thể đón Jakob, Ramsey đã sử dụng nam châm điện để bắt Jakob.
Jakob bị Dom giam lỏng trong nhà an toàn, nơi hắn phải chứng kiến anh trai và em gái mình coi những kẻ xa lạ như người thân trong gia đình, còn máu mủ ruột thịt như hắn thì bị ngó lơ. Tại đây, Han tiết lộ rằng anh đã được Mr. Nobody giao nhiệm vụ bảo vệ Elle và Dự án Aries, vì cha mẹ của Elle đã phát minh ra Aries, và chỉ có người cùng huyết thống với người phát minh ra Aries mới có thể kích hoạt nó bằng DNA của họ, cụ thể ở đây là Elle. Khi một trong những đặc vụ của Mr. Nobody, sau đó được tiết lộ là Jakob, trở mặt phản bội, họ lợi dụng Deckard Shaw để làm giả cái chết của Han và bảo vệ Elle. Otto tấn công nhà an toàn và giải thoát cho Jakob. Sau khi được giải thoát, Jakob tiết lộ với Dom rằng bố của họ vì muốn thoát khỏi các khoản nợ đã cố gắng giả chết trong cuộc đua năm đó, đổi lấy cuộc sống tốt hơn cho 3 anh em. Nhưng kế hoạch thất bại, và Jack đã chết thật. Jakob và Otto sau đó bắt cóc Elle và lấy nửa còn lại của Aries.
Otto phóng một vệ tinh lên quỹ đạo, trong khi Jakob bắt Elle phải kích hoạt Aries. Chúng bắt đầu tải Aries lên vệ tinh, di chuyển khắp thành phố trên một chiếc xe tải bọc thép. Dom, Letty, Mia, Ramsey và Han đuổi theo để dừng việc tải lên. Khi Mia và Han cố gắng phá chiếc xe tải, Otto phản bội Jakob, ném anh ta ra khỏi xe tải. Dom và Mia lập tức đến cứu Jakob, và anh ta giúp Dom tiếp cận xe tải. Về phần Tej và Roman, họ sử dụng "xe tên lửa" bay lên quỹ đạo và phá hủy vệ tinh. Còn về Cipher, ả dùng máy bay không người lái phóng tên lửa vào chiếc xe tải, với ý định đưa Dom đi gặp bố, nhưng chiếc tên lửa chỉ giết được Otto, còn Dom đã kịp nhảy ra khỏi chiếc xe và thoát nạn. Anh sử dụng độ nẩy của chiếc xe tải để phá hủy máy bay không người lái của Cipher, buộc ả phải tẩu thoát một lần nữa. Dom và Mia hòa giải với Jakob, và Dom cho phép anh ta trốn thoát bằng xe của mình. Tej và Roman được Trạm vũ trụ Quốc tế giải cứu và trở về Trái đất an toàn.
Cả nhóm ăn mừng thành công của họ bằng một bữa tiệc thịt nướng tại nhà của Dom. Trong khi chuẩn bị nói lời cầu nguyện, Brian O'Conner đã đến nơi để nhập tiệc cùng họ. Trong cảnh hậu danh đề, Deckard Shaw trong lúc đang nhồi một người đàn ông trong bao cát và đấm hắn một trận thì có tiếng chuông. Anh ta ra mở cửa, và shock nặng khi thấy Han đã sống lại đến tìm gặp mình.

## Diễn viên
- Vin Diesel trong vai Dominic Toretto, một cựu tội phạm và tay đua đường phố chuyên nghiệp, đã nghỉ hưu và ổn định với vợ, Letty và con trai ông.[8]
- Michelle Rodriguez trong vai Letty Ortiz, vợ của Dom, và là một cựu tội phạm và tay đua đường phố chuyên nghiệp.[8]
- Tyrese Gibson trong vai Roman Pearce, một người phạm tội có tiền sử và là một thành viên của đội của Dom.[8]
- Chris "Ludacris" Bridges trong vai Tej Parker, một thợ máy từ Miami và là một thành viên của đội của Dom.[8]
- John Cena trong vai Jakob Toretto, em trai của Dom, anh trai của Mia, người đang làm việc như một tên trộm bậc thầy, sát thủ và tay đua điêu luyện.[9]
- Jordana Brewster trong vai Mia Toretto, em gái của Dom và Jakob và là cựu thành viên trong đội của anh, người đã ổn định với người yêu của cô, Brian, và hai đứa con của họ.[10]
- Nathalie Emmanuel trong vai Ramsey, một hacker máy tính người Anh và là thành viên của nhóm của Dom.[8]
- Sung Kang trong vai Han Lue, cựu thành viên đội của Dom, người được cho là đã bị giết trong Tokyo Drift (2006).[11]
- Helen Mirren trong vai Magdalene Shaw, mẹ của Owen Shaw và Deckard Shaw (2 kẻ thù cũ của Dom).[12]
- Charlize Theron trong vai Cipher, một kẻ tội phạm chủ mưu và khủng bố máy tính, người hợp tác với Jakob.[12]

Lucas Black diễn lại vai diễn của mình là Sean Boswell, một người bạn của Han và Dom, từ Tokyo Drift và Furious 7 (2015), trong khi Bow Wow và Jason Tobin diễn lại 2 vai Twinkie và Earl Hu từ Tokyo Drift. Cardi B đóng vai Leysa, một người phụ nữ có quen biết với Dom. Anna Sawai đóng vai Elle, trong khi Michael Rooker thủ vai Buddy. Ngoài ra, Finn Cole, Anna Sawai, Vinnie Bennett, Ozuna và Francis Ngannou đã được chọn vào vai chưa được tiết lộ.

## Sản xuất

### Phát triển
Vào ngày 13 tháng 11 năm 2014, chủ tịch của Universal Pictures Donna Langley nói với The Hollywood Reporter rằng sẽ có ít nhất ba bộ phim nữa trong phần phim sau Furious 7 (2015). Vào tháng 10 năm 2017, Diesel đã tiết lộ trong một video trực tiếp trên Facebook rằng Justin Lin, người đạo diễn từ Tokyo Drift (2006) đến Fast & Furious 6 (2013) sẽ trở lại cho bộ phim thứ chín và thứ mười. Vào tháng 5 năm 2018, Daniel Casey đã được thuê để viết kịch bản sau khi Morgan rời đi do công việc của anh trong bộ phim ngoại truyện Hobbs và Shaw.

### Tuyển diễn viên
Vào tháng 4 năm 2017, Diesel và Dwayne Johnson đã xác nhận sự trở lại của họ. Vào tháng 10 năm 2017, nữ diễn viên Jordana Brewster, người đóng vai Mia Toretto trong năm phần phim, sẽ trở lại cho bộ phim thứ chín và thứ mười. Vào ngày 4 tháng 4 năm 2018, Johnson tuyên bố rằng anh ấy không chắc chắn liệu anh ấy có trở lại với bộ phim thứ chín hay không do công việc trong phần ngoại truyện, và anh ấy đã xác nhận vào tháng 1 năm 2019 rằng anh ấy sẽ không xuất hiện trong phim.
Vào tháng 6 năm 2019, John Cena đã chính thức tham gia bộ phim, sau thông báo ban đầu từ Diesel vào tháng 4. Vào tháng 7 năm 2019, Finn Cole, Anna Sawai và Vinnie Bennett đã tham gia vào dàn diễn viên của bộ phim. Cùng tháng đó, Helen Mirren và Charlize Theron tuyên bố sẽ quay trở lại với vai diễn của họ, và Michelle Rodriguez cũng vậy. Michael Rooker và đấu thủ MMA Francis Ngannou đã được thêm vào dàn diễn viên vào tháng 8. Vào tháng 10 năm 2019, Ozuna và Cardi B đã tham gia vào dàn diễn viên của bộ phim.

### Quay phim
Quay phim chính bắt đầu vào ngày 24 tháng 6 năm 2019, tại Leavesden Studios ở Hertfordshire, Anh. Quá trình quay phim diễn ra ở Los Angeles, Edinburgh  và London, và cũng lần đầu tiên diễn ra ở Thái Lan, với Krabi, Ko Pha-ngan và Phuket được chọn làm địa điểm. Một phần của bộ phim cũng được quay ở Tbilisi, Georgia. Việc quay phim kết thúc vào ngày 11 tháng 11 năm 2019.
Vào tháng 7 năm 2019, diễn viên đóng thế Joe Watts, người đã đóng thế cho Diesel, bị chấn thương nghiêm trọng ở đầu trong quá trình quay phim tại Leavesden Studios. Vào tháng 9 năm 2020, Michelle Rodriguez xác nhận rằng bối cảnh của phim cũng sẽ diễn ra ở ngoài không gian (thông tin này đã được Vin Diesel hé lộ trước đó).

## Phát hành
Ban đầu, Fast & Furious 9: Huyền thoại tốc độ dự kiến công chiếu trên toàn cầu vào ngày 19 tháng 4 năm 2019, nhưng sau đó đã bị dời lịch chiếu nhiều lần, đầu tiên để tránh trùng Hobbs & Shaw (2019) và No Time to Die (2021), sau đó là do Đại dịch COVID-19. Hiện tại, lịch chiếu chính thức của phim tại Đài Loan và Hàn Quốc là ngày 19 tháng 5 năm 2021, tại Việt Nam là ngày 28 tháng 5 năm 2021, và tại Mỹ là ngày 25 tháng 6 năm 2021.

## Phim tiếp nối
Phần tiếp nối là Fast X dự kiến công chiếu tại các rạp vào ngày 19 tháng 5 năm 2023.